# Консейсан-да-Барра
Консейсан-да-Барра (порт. Conceição da Barra)  —  муниципалитет в Бразилии, входит в штат Эспириту-Санту. Составная часть мезорегиона Северное побережье штата Эспириту-Санту. Входит в экономико-статистический  микрорегион Сан-Матеус. Население составляет 29 607 человек на 2006 год. Занимает площадь 1 188,044 км². Плотность населения — 24,9 чел./км².

## История
Город основан 6 октября 1891 года.

## Статистика
- Валовой внутренний продукт на 2003 составляет 184.500.162,00 реалов (данные: Бразильский институт географии и статистики).
- Валовой внутренний продукт на душу населения на 2003 составляет 7.182 реалов (данные: Бразильский институт географии и статистики).
- Индекс развития человеческого потенциала на 2000 составляет 0,688 (данные: Программа развития ООН).

## География
Климат местности: тропический. В соответствии с классификацией Кёппена, климат относится к категории Aw.

## Галерея

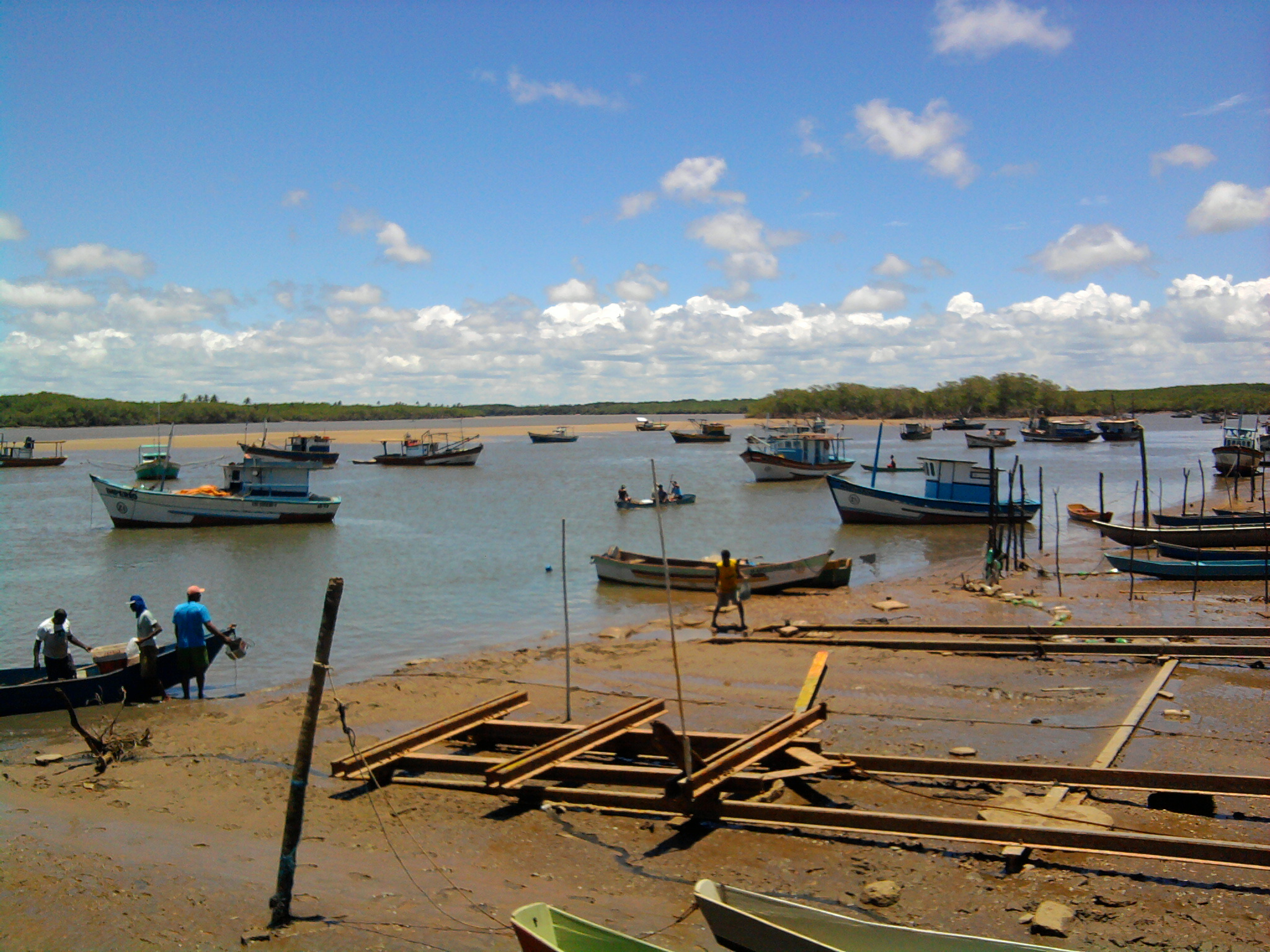
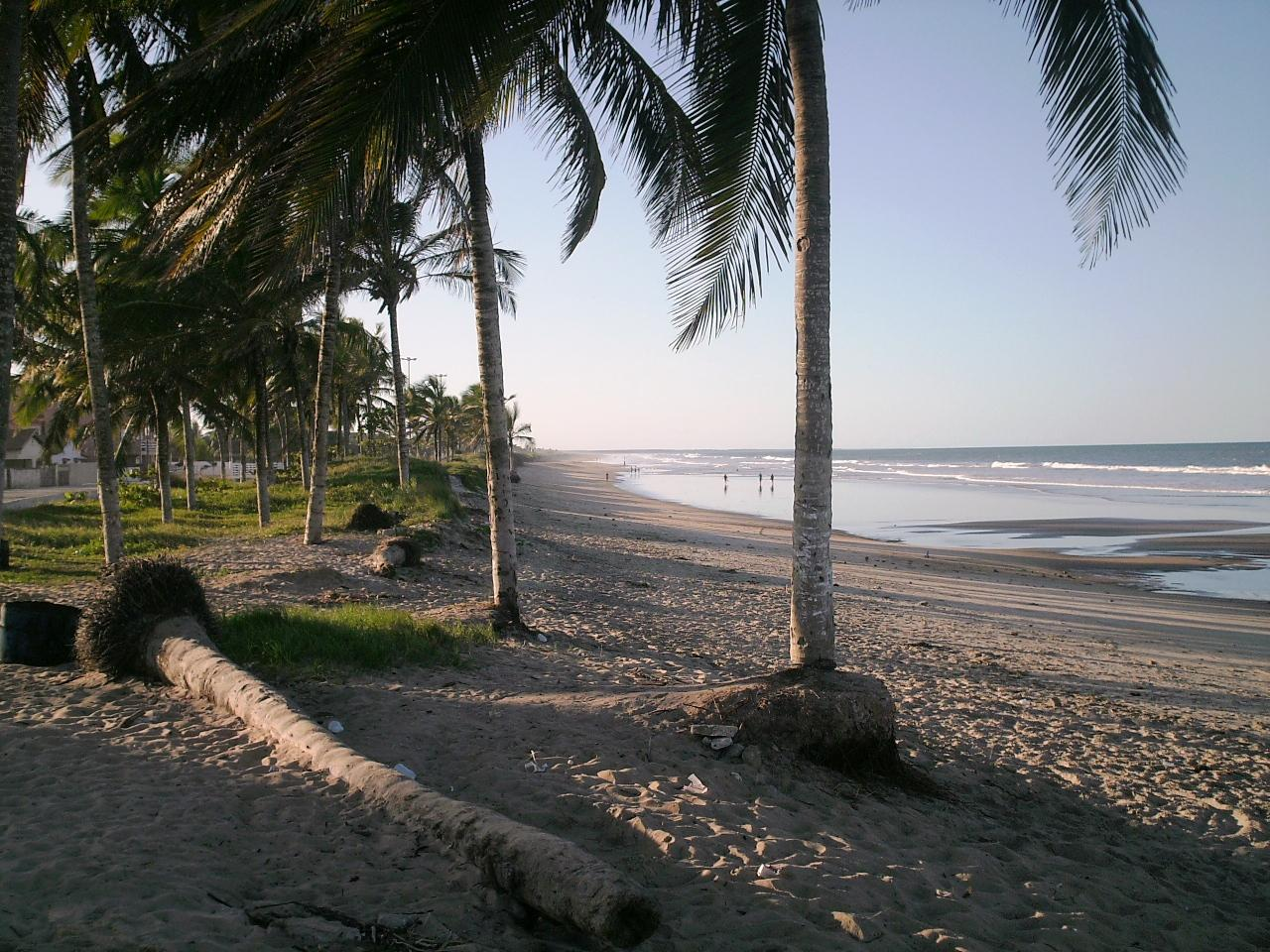
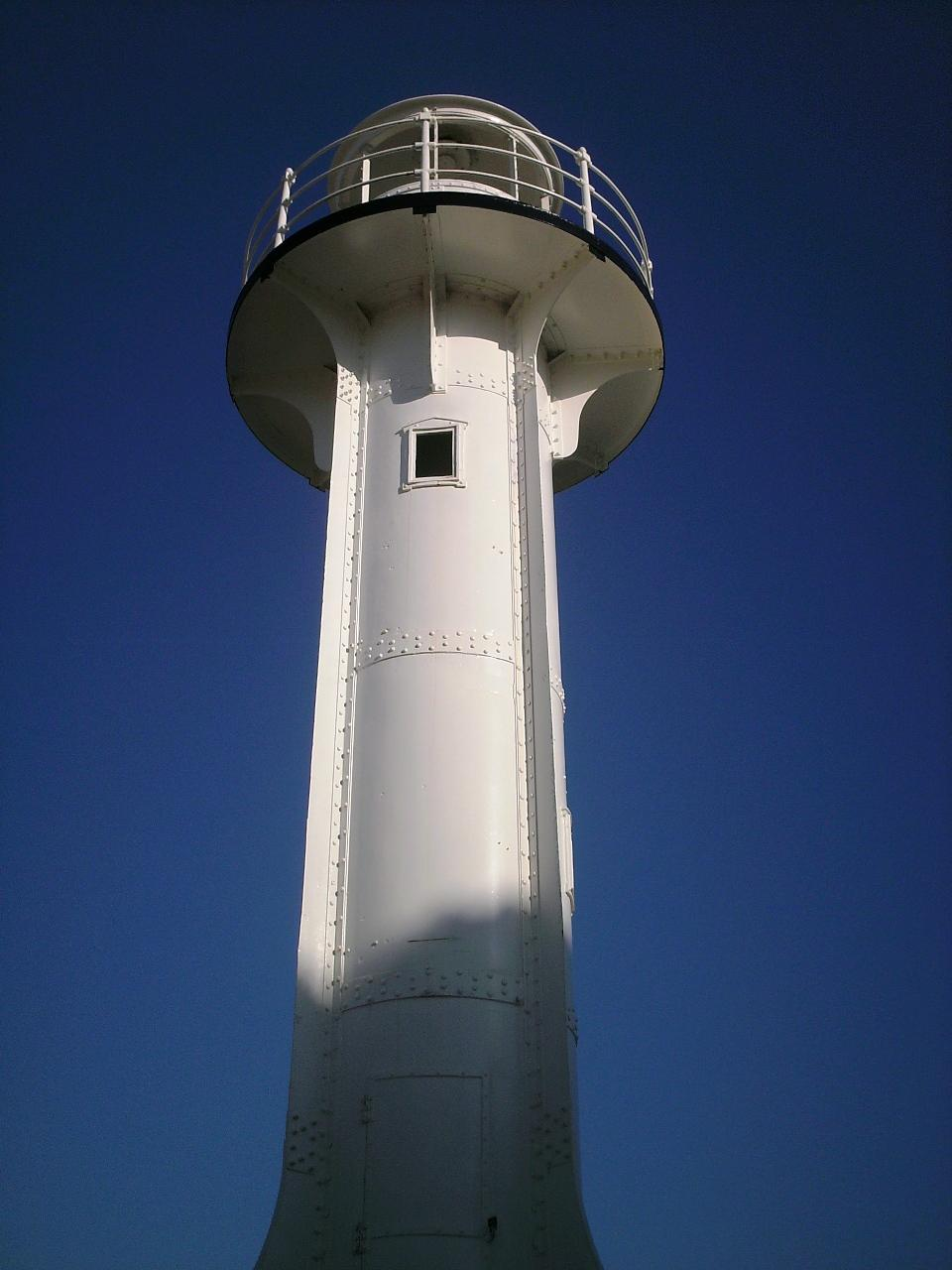